# Povijest stripa
Danas smatramo da su svaka narativna likovna djela koja su se sastojala od slika u nizu zapravo preteče stripa (poput egipatske Knjige mrtvih ili rimskog Trajanovog stupa, ili grafičkih satira Williama Hogartha). No, u 19. stoljeću, u radovima europskih i američlkih ilustratora, počeo se oblikovati strip kakvoga poznajemo danas. Kao oblik masovnog medija, strip je nastao početkom 20. stoljeća u SAD-u s pojavom stripova u dnevnim novinama gdje je standardizirano nekoliko odlika (sličice u nizu, tj. engleski: "strip", te tekst u balonima i dr.). Ovakva kombinacija riječi i slike se ubrzo proširila svijetom i uskoro su izdavane jeftine knjige novinskih stripova, a kasnije i originalni strip albumi. Danas se stripovi nalaze ne samo u novinama, nego i kao strip albumi (knjige), grafički romani i web stripovi.

## Preteče stripa
Strip je kao zasebna umjetnička forma nastao koncem 19. i početkom 20. stoljeća, zajedno s filmom i animacijom s kojima je dijelio zajedničku sudbinu vezanu za tehnološki razvitak tijekom industrijske revolucije. No, narativne ilustracije su postojale stoljećima prije napredka u tiskarstvu novina i časopisa 1890-ih.
Staroegipatski papirusi su uvijek prikazivani sa slikama u nizu popraćenim hijeroglifima u kojima se opisuje prikazana scena i obratno (poput knjige mrtvih). Zbog takve uporabe sekvencijalnih slika s tekstom, pretečama stripa smatramo i starogrčki reljefni frizovi na hramovima, te narativni frizovi na rimskim trijumfalnim stupovima (poput Trajanova stupa u Rimu iz 113. god.),  srednjovjekovni iluminirani rukopisi i tapiserije (Tapiserija iz Bayeuxa). Također je srednjovjekovni običaj bio na istoj slici istodobno prikazati više prizora iz iste priče u srhu stvaranje naracije.
No, razlog zbog kojega ova djela ne možemo smatrati pravim stripovima je nedostatak komunikacije sa širom publikom koja će postati moguća tek razvojem modernih tiskarskih tehnika, čime je strip postao oblikom masovnih medija.

## Razvoj prije 19. stoljeća
Izumom tiskarskog stroja i pojedinačnih tiskarskih znakova, potpuno je odvojen način nastanka teksta od načina nastanka slike u tiskarstvu. Isprva je bila dovoljna tehnika drvoreza za rijetke ilustracije u vjerskim knjigama, no u 17. i 18. stoljeću došlo je do pojave političkih i društvenih knjiga sa satiričnim ilustracijama i karikaturama. Iz ovog doba potječu primjeri poput A True Narrative of the Horrid Hellish Popish Plot (oko 1682.), te The Punishments of Lemuel Gulliver (“Kazne Lemuela Gullivera”) autora Francisa Barlowa i A Rake's Progress (Rakeova propast) Williama Hogartha (1726.). William Hogarth se često smatra osobom koja je uobličila formu stripa svojim grafičkim djelima u nizu, poput Rakeove propasti koja u osam sljedbenih prizora s tekstom prikazuje moralnu i društvenu propast nemoralnog i slabovoljnog lika, te daje društvenu kritiku Londonskog života u 18. stoljeću. 
Uslijedio je razvoj dnevnih novina koje su često koristile ilustraciju za kritiku i podsmjeh aktualnim zbivanjima, te su se već 1840-ih pojavile karikature u nizu kako bi se slikama ispričala anegdota. Tada nastaje tekst u balonu kao oblik uokviravanja dijaloga likova, proizašavši iz srednjovjekovnog phylactera, etikete u obliku svitka kojom se imenovala osoba ili događaj na slici. Umjetnici poput George Cruikshanka oblikovali su ove  phylactere u obliku balona, ali su još uvijek u njih upisivali objašnjanja za svoje slikovne prikaze, a ne dijalog u radnji. Uskoro su napušteni, a namjesto njih koristili su se dijalozi ispod slika. Ponovno ih je oživio Richard F. Outcault, upravo kao mjesto smještaja dijaloga likova, umjesto pisanja ispod slike.

## Prvi stripovi u 19. stoljeću
Švicarac Rodolphe Töpffer se smatra najvažnijom osobom u razvoju stripa u 19. stoljeću. Kada su baloni s tekstom već bili skoro zaboravljeni, on je započeo ispisivati dijaloge likova svojih ilustracija (objavljivane usporedo u Europi i SAD-u) ispod slika. Zbog velike potražnje, njihove piratske kopije su se pojavile na oba kontitnenta. God. 1845., svoje misli o “slikovnim pričama” je obznanio u “Eseju o fizionomiji” u kojemu se zalaže za simbiozu slike i riječi, bez prevladavanja ijednog nad drugim.
God. 1843. satirične ilustracije iz novina i časopisa su u britanskom magazinu “Punch” nazvane ”cartoons (umjetničke skice)” u duhu satirične asocijacije s izložbom pripremnih skica koje je tada organizirao britanski parlament. Naziv se zadržao i dan danas kao pseudonim za karikature u nizu i stripove. U kontinentalnoj Europi, u sličnim časopisima poput njemačkog “Fliegende Blätter” i francuskog “Le Charivari”, ili pak američkih “Judge” i  “Puck” one su nazvane “Strip” (engleski: vrpca) zbog najčešćeg oblika od par sličica u nizu.
God. 1865.  Wilhelm Busch je u njemačkim novinama objavio strip Max i Moritz koji se smatra prvim djelom u obliku stripa. On će uvelike utjecati na R. Dirksa koji je 1897. god. objavio strip “Katzenjammer klinci”
U isto vrijeme započeo je razvoj Manhua, Kineskog oblika stripa, koji će se potpuno oblikovati oko 1927. god.  Na njegov razvoj presudno je djelovalo uvođenje litografskog tiska sa Zapada i kopiranje satiričnih ilustracija iz europskih časopisa. Prije svega u Hong Kongu je osnovan časopis  "The China Punch", po uzoru na britanski “Punch”, u kojemu je objavljena prva ilustracija japanskog autora – "Situacija na Dalekom istoku" Tse Tsan-Taija iz 1899 .god. Do 1920-ih već je postojalo razvijeno tržište za stripove veličine dlana poput “Lianhuanhua”
God. 1884. u Velikoj Britaniji je objavljen časopis Ally Sloper's Half Holiday, koji se smatra prvim strip magazinom jer nazvan po glavnom liku koji se kontinuirano pojavljuje u svakom izdanju.  God. 1890. izdata su još dva magazina: Comic Cuts i Illustrated Chips, ćime je ustanovljena tradicija britanskog stripa
U SAD-u, R.F. Outcaultove ilustracije u kombinaciji s balonima teksta u seriji stripova Hoganova ulica i Žuti dječak (The Yellow Kid) se odavno smatraju prvim pravim stripom, iako to danas spore mnogi znanstvenici koji otkrivaju ranije primjere kombinacije narativnih slika i tekstova u balonima,što ne umanjuje Outcaltovu popularnost kao prvog strip autora

## Poveznice
- Umjetnost drevnog Egipta
- Umjetnost starog Rima
- Iluminirani rukopisi
- Primijenjene umjetnosti